# Comuna Arieșeni, Alba
Arieșeni (în maghiară Lepus) este o comună în județul Alba, Transilvania, România, formată din satele Arieșeni (reședința), Avrămești, Bubești, Casa de Piatră, Cobleș, Dealu Bajului, Fața Cristesei, Fața Lăpușului, Galbena, Hodobana, Izlaz, Păntești, Pătrăhăițești, Poienița, Ravicești, Sturu, Ștei-Arieșeni și Vanvucești. Situată în Țara Moților, pe valea superioară a Arieșului Mare, în depresiunea Arieșeni.

## Demografie
Componența etnică a comunei Arieșeni
     Români (95,77%)
     Alte etnii (4,23%)
Componența confesională a comunei Arieșeni
     Ortodocși (91,33%)
     Penticostali (4,23%)
     Alte religii (0,27%)
     Necunoscută (4,17%)
Conform recensământului efectuat în 2021, populația comunei Arieșeni se ridică la 1.464 de locuitori, în scădere față de recensământul anterior din 2011, când fuseseră înregistrați 1.765 de locuitori. Majoritatea locuitorilor sunt români (95,77%). Din punct de vedere confesional, majoritatea locuitorilor sunt ortodocși (91,33%), cu o minoritate de penticostali (4,23%), iar pentru 4,17% nu se cunoaște apartenența confesională.
Populația comunei a evoluat de-a lungul timpului astfel:

## Politică și administrație
Comuna Arieșeni este administrată de un primar și un consiliu local compus din 9 consilieri. Primarul, Gheorghe Pantea[*], de la Partidul Național Liberal, este în funcție din octombrie 2020. Începând cu alegerile locale din 2024, consiliul local are următoarea componență pe partide politice:
|  | Partid                          | Consilieri | Componența Consiliului | Componența Consiliului | Componența Consiliului | Componența Consiliului | Componența Consiliului | Componența Consiliului |
|  | ------------------------------- | ---------- | ---------------------- | ---------------------- | ---------------------- | ---------------------- | ---------------------- | ---------------------- |
|  | Partidul Național Liberal       | 6          |                        |                        |                        |                        |                        |                        |
|  | Partidul Social Democrat        | 2          |                        |                        |                        |                        |                        |                        |
|  | Alianța pentru Unirea Românilor | 1          |                        |                        |                        |                        |                        |                        |

## Lăcașuri de cult
- Biserica de lemn din Arieșeni, construită în 1791 și pictată în 1829 de maestrul Mihai din Abrud. Biserica este înscrisă pe lista monumentelor istorice din județul Alba[8] elaborată de Ministerul Culturii și Patrimoniului Național din România în anul 2010.

## Obiective turistice
- Rezervația naturală Cheile Gârdișoarei (15 ha).
- Rezervația naturală Peștera Ghețarul de la Vârtop (1 ha).
- Rezervația naturală Cascada Vârciorog (5 ha).
- Vârful Bihorul 1849 m - cel mai inalt varf din Munții Apuseni
- Vârful Curcubăta Mică
- Vârful Piatra Grăitoare
- Vârful Cornul Berbecului
- Izbucul Tăuzului
- Peștera Coiba Mare
- Peștera Coiba Mică
- Peștera Ghețarul Vârtop
- Cascada Buciniș
- Muzeul Pătrăhăițești, Alba
- Pârtie de schi - Vartop I, echipată cu teleschi și nocturna
- Pârtie de schi - Vartop II, echipată cu teleschi și nocturna
- Biserica "Înălțarea Domnului"
- Groapa Ruginoasa
- peste 200 de case de vacanță acreditate.

## Economie
- Resurse importante de lemn.
- Număr mare de bovine.
- Turism

## Galerie de imagini

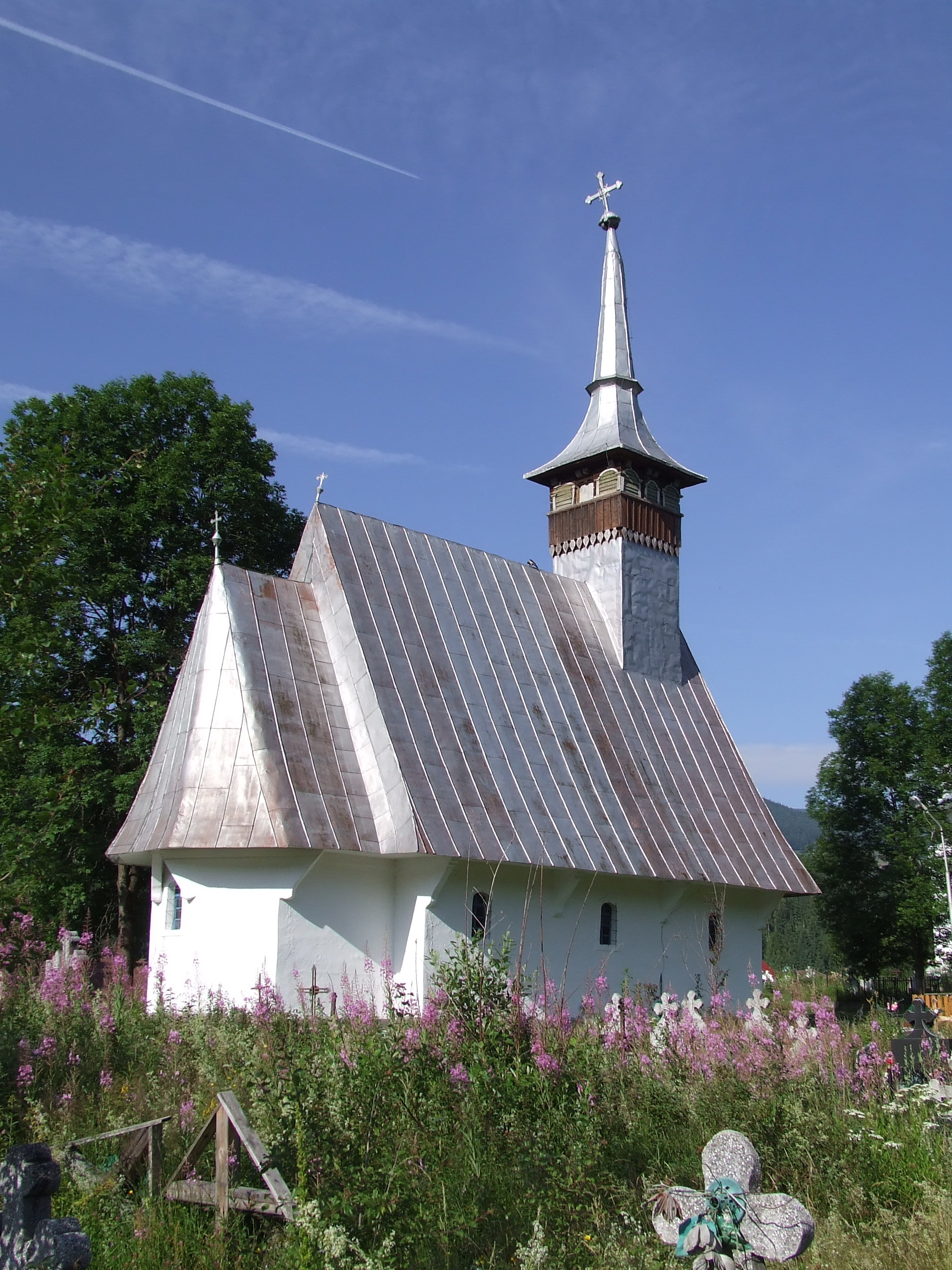
Biserica de lemn din Arieșeni
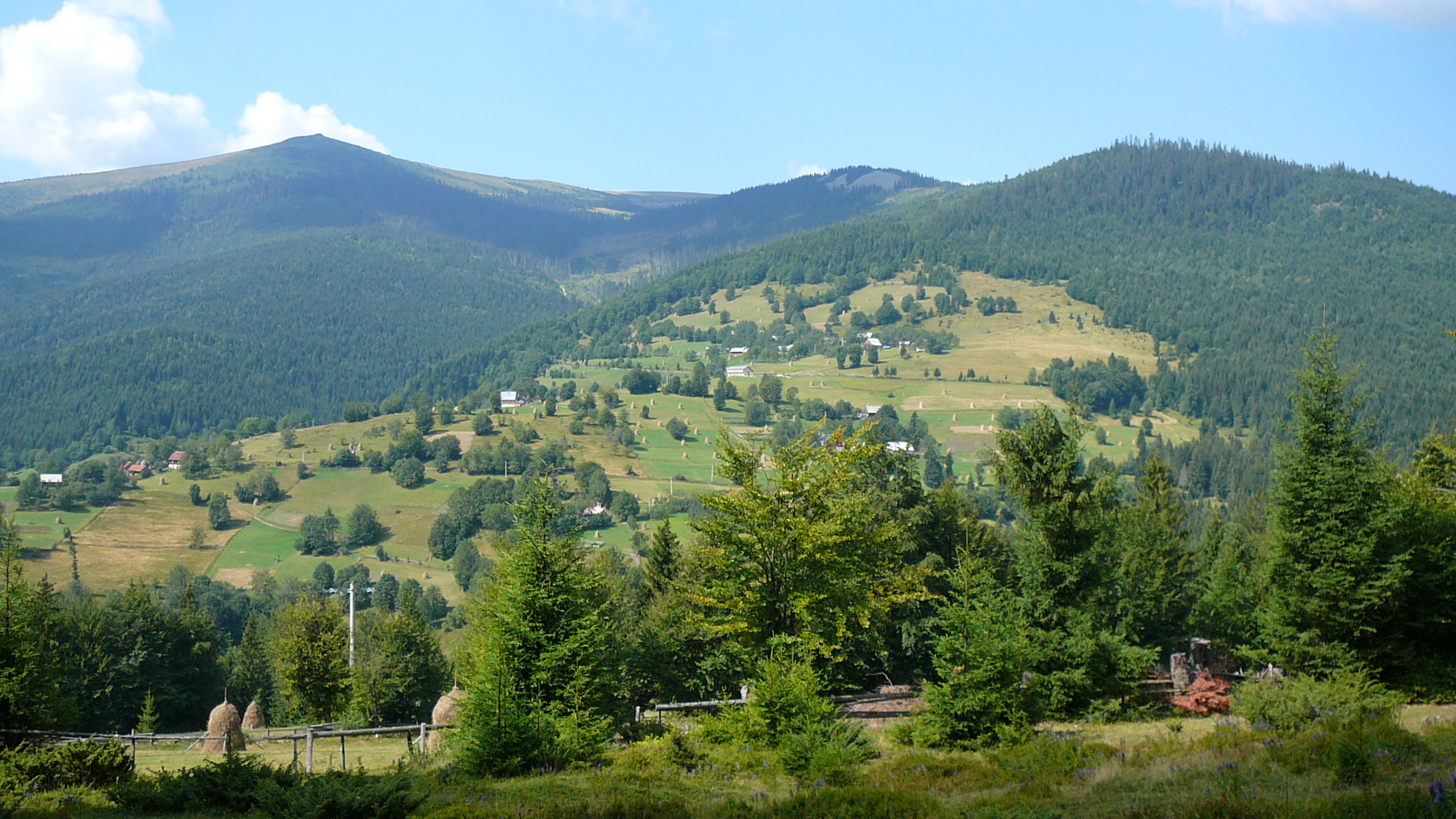
Arieșeni
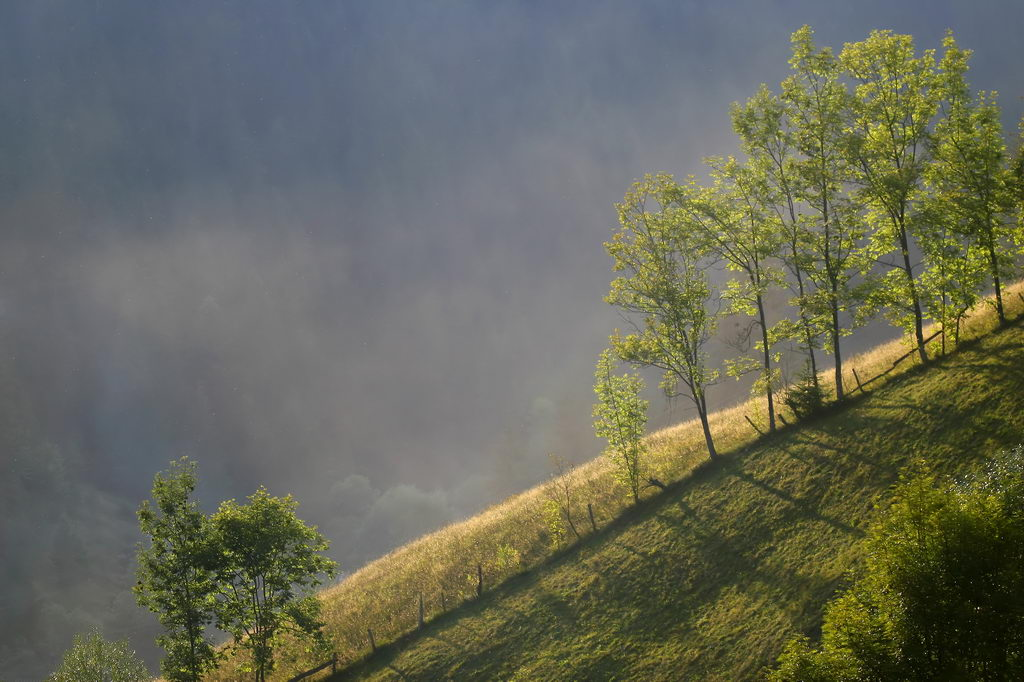
Împrejurimile comunei Arieșeni